# Милорадовичі
Милора́довичі — український козацько-старшинський, дворянський і графський рід, відомий з XV ст. Згідно з родинними переказами походженням від сербських графів Охмукевичів з Герцеговини.
Під час московсько-турецької війни 1711 брати Михайло, Гаврило та Олександр Милорадовичі вступили на службу до російської армії, за що отримали великі маєтки на Гетьманщині. Також 1715 року Ілля Милорадович був полковим хорунжим гадяцьким.
Найвідоміші представники роду:
- Михайло Милорадович (*близько 1650 — † 14 (25 вересня) 1726] — полковник гадяцький (1715–1726). В 1723 році підписав Коломацькі петиції 1723 до російського уряду;
- Гаврило Ілліч Милорадович (* ? — † 1730) — гадяцький полковник (1727–1729). Був усунений від полковництва гетьманом Данилом Апостолом за численні зловживання;
- Петро Степанович Милорадович (* близько 1723 — † 7 (18 січня) 1799) — останній чернігівський полковник (1762–1781 або 1783);
- Олександр Степанович Милорадович (після 1753–1757, Москва) — військовий російської армії
- Георгій Петрович Милорадович (1756–1828) — генеральний суддя, таврійський цивільний губернатор.
- Андрій Степанович Милорадович (* 1726 — 13 червня 1796) — український і російський військовий та державний діяч;
- Михайло Андрійович Милорадович (* 1 (12 жовтня) 1771 — † 15 (27 грудня) 1825) — російський військовий діяч, генерал, граф (з 1813 року);
- Григорій Олександрович Милорадович (* 6 жовтня 1839 — † 26 вересня 1905) — український історик, генерал-лейтенант, граф.
- Леон́ід Олекс́андрович Милор́адович (1841–1908) — російський державний діяч, дипломат, публіцист, подільський губернатор.
- Василь Петрович Милорадович (* 13 січня 1846 — † осінь 1911) — український фольклорист, етнограф, історик, поет і перекладач.
- Милорадович Дмитро Миколайович (1867 — після 1917) — дворянин, морський офіцер, Державної думи Російської імперії II скликання від Полтавської губернії.

## Вшанування
У Чернігові є вулиця Милорадовичів (район міськсад).